# Кэйпильгын
Кэйпильгын (Кайпыльгин) — озеро лиманного типа на Дальнем Востоке России, на территории Анадырского района Чукотского автономного округа. Площадь водного зеркала — 37 км².
Вероятный перевод названия с чукотского языка — «маленькая горловина».
Расположено восточнее озера Пекульнейское, у западных склонов хребта Ретырет. Глубина в центре водоёма в среднем 5 м. В южной части соединено узкой горловиной длиной около 2 км с акваторией Берингова моря, устье которой осенью замывает штормами. В озеро в северной части впадают реки Вэлькильвеем и Мечеутывеем. Водоём связан сетью проток с окружающими мелкими озёрами. Бассейн Кэйпильгына подвержен влиянию морских приливов.
В водах озера обитает большое количество нерки, ежегодная добыча которой в 1970-е достигала 7 тонн. В настоящее время промышленный лов рыбы здесь не ведётся.